# Muscourt
Muscourt település Franciaországban, Aisne megyében. Lakosainak száma 45 fő (2022. január 1.). Muscourt Concevreux, Maizy, Meurival, Romain és Les Septvallons községekkel határos.

## Népesség
A település népességének változása:
| Lakosok száma | 68   | 33   | 40   | 41   | 56   | 59   | 52   | 48   | 47   | 45   |
|               | 1968 | 1982 | 1990 | 2006 | 2013 | 2015 | 2017 | 2019 | 2020 | 2022 |